# Aminobacterium colombiense
Aminobacterium colombiense è una specie di batterio appartenente alla famiglia delle Syntrophomonadaceae.